# Breda Ba.75
Il Breda Ba.75 era un cacciabombardiere multiruolo monoplano ad ala media realizzato dalla italiana Società Italiana Ernesto Breda negli anni trenta e rimasto allo stadio di prototipo.

## Storia

### Sviluppo
Il progetto del Ba.75 deriva dall'esigenza di ammodernamento del predecessore Ba.65, il quale pur distinguendosi nella guerra civile spagnola si rivelò ben presto superato. Il nuovo progetto, affidato nuovamente agli ingegneri Antonio Parano e Giuseppe Panzeri, si differenziava nell'adozione di un nuovo posizionamento dell'ala, da una migliore corazzatura, dalla cabina più capiente atta a dare spazio al pilota, all'osservatore ed al puntatore, quest'ultimo agevolato dall'ampia finestratura utilizzata sulla parte inferiore della fusoliera. La maggiore altezza da terra dell'ala comportò anche un ritorno al carrello d'atterraggio fisso in quanto la lunghezza del carrello era troppo elevata per poter riutilizzare la precedente soluzione semiretrattile.
Il solo esemplare realizzato, al quale era stata assegnata la matricola militare MM.301, venne completato per i primi test di volo all'inizio del 1939 quando oramai la tipologia multiruolo del velivolo era considerata obsoleta. La Regia Aeronautica dichiarò che non era interessata al progetto, causandone l'arresto dello sviluppo già nel 1940. La Breda dopo aver provato senza successo a proporlo ad altre nazioni decise di abbandonare definitivamente il progetto.